# Wayside School
Wayside School er en /canadisk tv-tegnefilmsserie fra 2005 produceret af Nickelodeon baseret på bøgerne Sideway Stories From Wayside School af forfatteren Louis Sachar.
| Fjernsyn | Spire Denne artikel om et tv-program er en spire som bør udbygges. Du er velkommen til at hjælpe Wikipedia ved at udvide den. |